# Calvisson
Calvisson è un comune francese di 4 936 abitanti situato nel dipartimento del Gard, nella regione dell'Occitania.

## Società

### Evoluzione demografica
Abitanti censiti